# Ljubow Pantschenko
Ljubow Mychajliwna Pantschenko (ukrainisch Любов Михайлівна Панченко, wiss. Transliteration Ljubov Mychajlivna Pančenko; * 2. Februar 1938 in Jablunka nahe Butscha, Ukrainische Sozialistische Sowjetrepublik; † 30. April 2022 in Kiew) war eine sowjetische bzw. ukrainische Künstlerin.

## Leben und Werk
Pantschenko wurde 1938 in eine ukrainische Familie in der damaligen Ortschaft Jablunka nahe Butscha geboren. Bereits in ihrer Kindheit zeigte sie ein Interesse an der Kunst, erfuhr aber von ihren Eltern zunächst keine Unterstützung bei ihrem Wunsch, dies zum Beruf zu machen. Trotzdem schrieb sie sich Anfang der 1950er Jahre für ein Studium der Stickereikunst an einer Kunsthochschule in Kiew ein. Da sie nur einige kleinere Stipendien erhielt und deshalb kaum Geld hatte, litt Pantschenko während ihres Studiums unter Mangelernährung und musste wegen einer Dystrophie medizinisch behandelt werden. Anschließend nahm sie ein zweites Studium der graphischen Kunst an einer Kiewer Zweigstelle der Ukrainischen Druckakademie auf.
Nach Abschluss ihres Studiums arbeitete sie als Schneiderin und Modedesignerin, ihr künstlerisches Werk umfasste daneben diverse andere Kunstformen. Bekannt wurde sie vor allem für farbige Textilcollagen. Neben der Textilkunst fertigte sie auch Aquarelle und Linolschnitte an. Unter anderem entwarf sie ukrainische Volkstrachten und Kleidungsstücke mit traditionellen und modernen Stilelementen und malte Porträtbilder des ukrainischen Schriftstellers Taras Schewtschenko und Landschaftsaquarelle mit Motiven aus der Umgebung Kiews, dem Kaukasus und den ukrainischen Karpaten. Besonderen Erfolg hatte sie in den 1960er Jahren. Ihr künstlerisches Werk war stets verbunden mit dem Ausdruck ihrer ukrainischen Identität, beispielsweise indem sie in ihre Kunstwerke Motive der ukrainischen Volkskunst integrierte. Zudem gehörte sie der pro-ukrainischen Künstlergruppe Die Sechziger an und widersetzte sich der Mitgliedschaft in der staatlich orientierten Nationalen Union der Künstler der Ukraine. Damals stand ihr Schaffen diametral den sowjetischen Versuchen gegenüber, die ukrainische Identität auszulöschen.
Pantschenko und ihr Werk wurden zwar im Rahmen der damaligen kulturellen Entspannungspolitik von den sowjetischen Herrschern geduldet, waren aber wegen ihrer nonkonformen Haltung nicht gern gesehen und wurden entsprechend stets außerhalb großer öffentlicher Aufmerksamkeit gehalten. Sowjetische Versuche, sich für deren Zwecke vereinnahmen zu lassen, wies sie stets zurück: Einem sowjetischen Minister, der ihr sagte, es werde Zeit, ihren künstlerischen Stil zu überdenken, entgegnete sie angeblich, dass es eher Zeit werde, die Besetzung des Ministerpostens zu überdenken. Aus diesem Grund beschränkte sich die öffentliche Sichtbarkeit ihrer Kunst während der Sowjetzeit beispielsweise auf kleinere Veröffentlichungen von Modezeichnungen und Drucken von Stickereien in der Sowjetfrau. Einzelausstellungen waren ihr erst nach der Unabhängigkeit der Ukraine 1991 möglich. So organisierte beispielsweise 2014 das Mychajlo-Hruschewskyj-Museum in Kooperation mit dem Musej schistdessjatnyztwa, einem der Künstlergruppe Die Sechziger gewidmeten Museum, eine Ausstellung über Pantschenkos künstlerisches Schaffen.
Pantschenko war mit dem Künstler Oleksij Olijnyk verheiratet, das Ehepaar hatte keine Kinder. Seit dem Tod ihres Ehemannes 1994 lebte sie allein in ihrem Haus in Butscha und litt bereits seit geraumer Zeit unter ihrer schwächelnden Gesundheit. Am 2. Februar 2022 feierte Pantschenko noch ihren 84. Geburtstag, nur drei Wochen vor Beginn des russischen Überfalls auf die Ukraine. Von Belarus her begannen die russischen Truppen damals eine Offensive auf Kiew, die Ende Februar zur Besetzung Butschas führte. Dort begingen die russischen Truppen in den folgenden Wochen das Massaker von Butscha. Pantschenko versteckte sich währenddessen in ihrem Haus, wo sie im Laufe der nächsten Wochen eine Unterernährung erlitt. Ende März 2022 wurde ein Nachbar auf die bereits bewusstlose Pantschenko aufmerksam, als noch während der russischen Besatzung eine russische Granate nahe ihrem Haus einschlug. Nach Abzug der russischen Truppen Anfang April konnte Pantschenko nach Kiew in ein Krankenhaus gebracht werden, wo sie zwischenzeitlich stabilisiert werden konnte. Am 30. April 2022 erlag sie aber den Folgen der Unterernährung, ohne das Krankenhaus verlassen zu haben. Sie wurde am 2. Mai 2022 auf einem Friedhof in Butscha neben ihrem Ehemann beigesetzt.

## Auszeichnungen
- 2001: Wassyl-Stus-Preis[4]